# Emilie Richards
Pour les articles homonymes, voir Richards.
Emilie Richards, née en 1948, est une écrivaine américaine de romances et de romans policiers contemporains.

## Œuvre

### Série Alden
1. L'Appel des étoiles, Harlequin ((en) From a Distance, 1999)Publié dans la collection Rouge passion, n°948
2. L'Amant du deuxième monde, Harlequin ((en) Somewhere out there, 1999)Publié dans la collection Sixième sens, n°124

### Série From Bud to Blossom
1. Au cœur du rêve, Harlequin ((en) Mail-order Matty, 2002)Publié dans la collection Amours d'aujourd'hui, n°786

### Série Gerritsen
1. Secrets de Louisiane, Harlequin ((en) Iron Lace, 2012)Publié dans la collection Jade, n°66
2. Retour à Grand-Ilse, Harlequin ((en) Rising Tides, 2012)Publié dans la collection Jade, n°348

### Série Goddesses Anonymous
1. Le Bleu de l'été, Harlequin, coll. « Mosaïc », n°28 ((en) One Mountain Away, 2013)

### Série La saga des sœurs Malone
1. Une passion jamais éteinte, Harlequin ((en) That Old Familiar Feeling, 2005)Publié dans la collection Hors collection, n°35

### Autre roman
- The House Guests (2021)

## Téléfilms
Plusieurs romans d'Émilie Richards ont été adaptés pour la télévision, aux titres ci-après pour la plupart germanophones :
- Spuren der Vergangenheit, réalisé en 2012 par Christoph Schrewe, et interprété par Gesine Cukrowski, Oliver Bootz, Saskia Vester, adaptation du roman Good Time Man.
- Der Zauber von Neuseeland, réalisé en 2011 par John Delbridge, et interprété par Oliver Mommsen, Tessa Mittelstaedt, Elisabeth Trissenaar, adaptation du roman Duncan's Lady.
- Entscheidung des Herzens, réalisé en 2011 par John Delbridge, et interprété par Luise Bähr, Simon Boer, Carin C. Tietze, adaptation du roman Whiskey Island.
- Sehnsucht nach Paradise Island, réalisé en 2011 par Thomas Hezel, et interprété par Liane Forestieri, Wayne Carpendale, Helmut Zierl, adaptation du roman Rainbow Fire.
- Sehnsucht nach Sandy Bay, réalisé en 2011 par Oliver Dommenget, et interprété par Nina Bott, Kai Schumann, Dave Jamieson, adaptation du roman Bayou Midnight.
- Une nounou à croquer (Denk nur an uns beide), réalisé en 2011 par John Delbridge et interprété par Theresa Scholze, Hendrik Duryn, Edward Hall, adaptation du roman Sweet Georgia Gal.
- Zeit der Vergebung, réalisé en 2010 par Oliver Dommenget, et interprété par Jana Klinge, Philippe Brenninkmeyer, Gaby Dohm, adaptation du roman From Glowing Embers.
- L'Amour à l'épreuve (Für immer Neuseeland), réalisé en 2010 par Michael Keusch et interprété par Sophie Schütt, Daniel Morgenroth, Arlen James, adaptation du roman Aloha Always.
- Fuite vers le paradis (Das Paradies am Ende der Welt), réalisé en 2009 par Thomas Hezel et interprété par Elisabeth Lanz, Jörg Schüttauf, Franziska Schlattner, adaptation du roman Out of the Ashes.
- Paradis à vendre (Sehnsucht nach Neuseeland), réalisé en 2009 par Michael Keusch et interprété par Suzan Anbeh, Christoph Kottenkamp, Brandon Cook, adaptation du roman Smoke Screen.